# مگردیچ تاشچیان
مگردیچ تاشچیان (ارمنی: Մկրտիչ Թաշճյան زاده ۱۸۸۵ میلادی - درگذشته ۱۹۵۶ میلادی) بازیگر تئاتر ارمنی‌تبار که در ایران فعالیت و زندگی می‌کرد.

## زندگی‌نامه
در سال ۱۸۸۵ میلادی (۱۲۶۴ خورشیدی) در ارمنستان غربی به دنیا آمد. دورهٔ آغازین فعالیت وی محدود به قفقاز می‌گردد. در سال ۱۹۱۷ (۱۲۹۶) تاشچیان به همراه گروه تئاتری به رهبری آرمن آرمینان به ایران آمد و پس از یک ماه اجرای، نمایش گروه تئاتر را ترک گفت و ساکن تبریز گردید. مگردیچ تاشچیان در تبریز علاقه‌مندان به هنر نمایش را دور خویش جمع نمود و «گروه آماتورها» را تأسیسی نمود. او در این دوره از فعالیت هنری خویش نمایش‌هایی را به زبان‌های ارمنی و آذری به روی صحنه آورد که مورد توجه عموم قرار گرفت و مطبوعات وقت از وی با عنوان «بازیگر بی همتا» و «کارگردان مشهور» یاد کرده‌اند. غیر از فعالیت در حوزهٔ تئاتر، تاشچیان دارای ذوق و استعداد خاصی در نقاشی بود به طوری که در سال ۱۹۳۳ (۱۳۱۲) تزئینات سالن اصلی نمایشگاه ملی ایران که در تبریز برگزار شده بود به وی او محول گردید. در سال ۱۹۳۴ (۱۳۱۳) برای اولین بار کارناوالی در شهر تبریز برگزار شد. دروازه اصلی کاخ داریوش اول، تاج ملکه و همچنین دو تابلوی عظیم «افسانه ایران» و «ایران معاصر» که در این کارناوال به نامیش درآمدند از آثار و ساخته‌های مگردیچ تاشچیان بودند. از نقش‌های معروف وی در تئاتر می‌توان به نقش «کورادو» در نمایش «کورادو» و یاگو در نمایش «اتللو» شکسپیر اشاره نمود. به طوری که وی از بهترین اجراکنندگان این دو نقش نامیده‌اند. دختر وی لئونی تاشچیان هنر نقاشی را از پدر به ارث برده است که از جمله آثار معروف وی می‌توان به تابلویی با موضوع زلزله بزرگ ارمنستان که در سال ۱۹۸۸ (۱۳۶۷) در تهران خلق شده است اشاره نمود. مگردیچ تاشچیان در سال ۱۹۵۶ (۱۳۳۵) در آبادان درگذشت.